# Varencya montana
Varencya montana är en skalbaggsart som beskrevs av Moser 1919. Varencya montana ingår i släktet Varencya och familjen Melolonthidae. Inga underarter finns listade i Catalogue of Life.